# 德扬·迈斯托罗维奇
德扬·迈斯托罗维奇（1988年4月22日—），塞尔维亚男子篮球运动员。他曾代表塞尔维亚三人制篮球队参加2020年夏季奥林匹克运动会篮球比赛，获得一枚铜牌。